# Liste der Kulturdenkmäler in Pantenburg
In der Liste der Kulturdenkmäler in Pantenburg sind alle Kulturdenkmäler der rheinland-pfälzischen Ortsgemeinde Pantenburg einschließlich des Ortsteils Buchholz aufgeführt. Grundlage ist die Denkmalliste des Landes Rheinland-Pfalz (Stand: 10. August 2023).

## Einzeldenkmäler
| Bezeichnung                              | Lage                                                        | Baujahr | Beschreibung | Bild                           |
| ---------------------------------------- | ----------------------------------------------------------- | ------- | --- | ------------------------------ |
| Katholische Filialkirche St. Brigida     | Pantenburg, Grafenstraße 18 Lage                            | 1868    | dreiachsiger spätklassizistischer Saalbau, 1868; an der Sakristei barockes Schaftkreuz, Rotsandstein, ehemals angeblich bezeichnet 1814 | weitere Bilder Fotos hochladen |
| Bahnhof Manderscheid-Pantenburg          | Pantenburg, Manderscheider Straße 2 Lage                    | um 1910 | Krüppelwalmdachbau, Fachwerk-Güterschuppen, um 1910                                                                                     | BW                             |
| Heiligenhäuschen                         | Buchholz, an der K 18 zwischen Pantenburg und Buchholz Lage |         | rund geschlossener Mauerblock, Sandsteinrelief                                                                                          | BW                             |
| Kreuzweg                                 | Buchholz, an der K 18 zwischen Pantenburg und Buchholz Lage |         | 14 Stationsbilder; Heiligenhäuschen mit Sandsteinreliefs                                                                                | weitere Bilder Fotos hochladen |
| Wegekreuz                                | Buchholz, am östlichen Ortsausgang von Buchholz Lage        | 1871    | neubarockes Schaftkreuz, bezeichnet 1871                                                                                                | BW                             |
| Katholische Pfarrkirche St. Visitationis | Buchholz Lage                                               | 1823    | vierachsiger Saalbau, 1903, Westturm von 1823, Pilasterportal, 18. Jahrhundert                                                          | weitere Bilder Fotos hochladen |